# Lumparland
Lumparland (fiń. Lumparlanti) – miasto na Wyspach Alandzkich (autonomiczna część Finlandii). Według danych szacunkowych na rok 2016 liczy 385 mieszkańców.

## Demografia
Wykres liczby ludności Lumparland na przestrzeni ostatnich stu lat.
źródło: 